# الأوقاف في الجزائر خلال العهد العثماني
الأوقاف في الجزائر خلال العهد العثماني

## المفهوم
الوقف في اللغة: هو الحبس يقال: وقفت الدار وقفًا بمعنى حبستها، وجمعه: أوقاف، ويقصد بالوقف أيضا معنى آخر هو التسبيل: نحو قوله سبلَ ضيعته تسبيلاً أي: جعلها في سبيل الله.
عرفت المذاهب الفقهية الوقف بتعريفات متقاربة من حيث المقصد من إنشاء الوقف ودوره التكافلي، إلا أنهم اختلفوا في الأحكام المتعلقة به، نحو حق التصرف فيه، واسترجاعه، ومدة الوقف، وغير ذلك من الأحكام الفقهية الفرعية. ومن جملة تلك التعريفات نختار ما يلي:
عرفه ابن عرفة المالكي بقوله: «هو إعطاء منفعة شيء مدة وجوده لازما بقاؤه في ملك معطيه ولو تقديرا». ويتضح من هذا التعريف لزوم الوقف، وهو على ملك معطيه أي الواقف.
وعرفه أبو حنيفة بقوله: «حبس العين على ملك الواقف والتصدق بالمنافع على الفقراء مع بقاء العين». فهو كالعارية عنده إلا انه غير لازم لو رجع الواقف صح عنده الرجوع.
أما ابن قدامه  فيعرفه في المغني بقوله: «تحبيس الأصل وتسبيل المنفعة»، ويلاحظ من هذا التعريف أنه لم يجمع شروط الوقف.
ولخص محمد أبو زهرة مختلف هذه المعاني التي جاءت بها التعاريف السابقة في تعريف جامع للوقف بقوله: «الوقف هو منع التصرف في رقبة العين التي يمكن الانتفاع بها مع بقاء عينها وجعل المنفعة لجهة من جهات الخير ابتداء وانتهاء». ويرى أن هذا التعريف هو أصدق تعريف مصور جامع لصور الوقف عند الفقهاء الذين أقروة.

### أنواع الوقف
ينقسم الوقف باعتبار الجهة الأولى التي وقف عليها إلى عدة أنواع:

#### الوقف الخيري (العام)
وهو الوقف على جهة بر وخير، مما يتعلق به مصالح جميع الناس في بلدانهم، وذلك كالمساجد والمدارس والأربطة والمستشفيات وغيرها.
وتعتبر الكعبة المشرفة أول وقف عام، ويعد الرسول صلى الله عليه وسلم أول من أنشأ الوقف في الإسلام وطبقه عمليا، حيث أوقف ما لديه صدقة لله تعالى.
وأول صفة موقوفة في الإسلاك ما وقفه النبي صلى الله عليه وسلم هو سبعة حوائط (بساتين) وهي التي تركها مخيريق اليهودي، الذي قتل في غزوة أحد، إذ قبل موته أوصى بأمواله للنبي صلى الله عليه وسلم يضعها حيث شاء، فلما قتل تصدق بها النبي صلى الله عليه وسلم أي أوقفها.

#### الوقف الأهلي الخاص
والمراد به الوقف على الأهل والذرية، بحيث يستحق نفع الموقوف من أراد الوقف برهم من أقاربه، سواء كان شخصا أم جماعة معينة، ويعتبر الوقف الخاص ضمن ما رغب فيه الإسلام من الصدقة على الأقارب، قال الله تعالى: ﴿ يسئلونك ماذا ينفقون قل ما أنفقتم من خير فللوالدين والأقربين واليتامى والمساكين وابن السبيل وما تفعلوا من خير فإن الله به عليم ﴾ البقرة، الآية: 215.  

## المؤسسات الوقفية العامة في الجزائر خلال العهد العثماني

### مؤسسة الحرمين الشريفين
إن أموال أوقاف الحرمين الشريفين كانت توجه إلى فقراء مكة والمدينة في مطلع كل سنتين عن طريق مبعوث شريف مكة أو بواسطة أمير ركب الحجاز، ولضمان وصول المداخيل إلى الحرمين الشريفين وجدت قوائم مفصلة لأنواعها ترسل باسم داي الجزائر وتختم بختم الحرمين الشريفين دلالة على وصولها كاملة بعد عودة وفد الحجيج إلى الجزائر العثمانية، وكذلك تقدم الإعانات والمساعدات لأهالي الحرمين الشريفين المقيمين بالجزائر أو المارين بها بعد التأكد من صحة انتسابهم للأماكن المقدمة.
وتجدر الإشارة إلى أن عائدات أوقاف الحرمين الشريفين لم تكن لتبعث أو ترسل كلها إلى أرض الحجاز، فقد كان الوكلاء ينفقون منها على فقراء العاصمة باستمرار حتى ظن الفقراء مع مرور الأيام أن جزء منها محبس عليهم، وإضافة إلى ذلك كانت تتولى حفظ الأمانات والإنفاق على ثلاثة مساجد حنفية داخل مدينة الجزائر.
هذا وقد أصبحت مؤسسة الحرمين بفضل النشاطات التي تقوم بها والسمعة والمكانة التي تتمتع بها، حيث تشرف على ثلاثة أرباع الأوقاف كلها، وهذا ما دفع أحد المسافرين الأوروبيين إلى القول: «بأن مساكن مدينة الجزائر والحدائق الغربية منها تكاد كلها ملكا للحرمين».

### مؤسسة سبل الخيرات
وتسمى بأوقاف الأحناف وهي التي تقوم بإدارة المساجد والأوقاف الحنفية، وتذكر بعض المصادر أن مؤسسها كان شعبان خوجة، وقد  تدعمت مكانتها في الفترة الأخيرة من الحكم العثماني حتى أصبحت تحتل المرتبة الثانية بعد مؤسسة الحرمين الشريفين من حيث مداخيلها ونظرا لانتسابها إلى المذهب الحنفي من جهة ولغنى الطائفة التركية وجماعة الكراغلة التي كانت توقف أملاكها لفائدة المساجد الحنفية من جهة أخرى.
وقد أخذت هذه المؤسسة على عاتقها مهمة الإشراف على المساجد التي كانت تتبع المذهب الحنفي، كما تولت الإنفاق أيضا على الزوايا والمدارس والفقراء والموظفين، حيث قدر عدد أوقافها 331 حبسا، ومدخولها السنوي كان يقدر بـ 160.000 فرنكا فرنسيا، خصص مبلغ 14.583 فرنكا لتغطية تكاليف صيانة المساجد والمباني الموقوفة وتوزيع الصدقات، أما الفائض فكان يصرف في شراء عقارات جديدة وأغراض تساهم في تنمية المؤسسة.  

### مؤسسة أوقاف الجامع الكبير
يعتبر الجامع الأعظم بمدينة الجزائر أحد المؤسسات التي لعبت دورا بارزا في الحياة الثقافية والدينية، حيث كانت أوقافه تتصرف وتعنى بالمساجد المالكية، وعرفت أوقاف هذا الجامع بالكثرة والتنوع حيث أصبحت توفر مدخولا سنويا قدر بــ 120.00 فرنكا سنة 1837م تمثلت في 125 منزلا و 3 أفران و 39 بستانا مزروعة بالإضافة إلى 107 أوقاف أخرى.
وقد لعب هذا الجامع دورا رائدا في الحياة الثقافية والدينية إذ إحتضن المجلس العلمي وغطى أنشطة الجوامع الأخرى، كما يستفيد من مردود أوقاف الجامع الأعظم مجموعة كبيرة من الأشخاص تتألف في أغلب الأحيان من إمامين و 19 مدرس و 18 مؤذن و 8 حزابين و 13 قيما مكلفا بإنارته والقيام ببعض الأعمال الضرورية، كما كانت تصرف بعض عوائد الجامع الكبير على أعمال الصيانة وتسيير الخدمات، وقد كانت عائلة قدورة متولية أوقاف الجامع الكبير مدة طويلة واستطاع سعيد قدورة أن يبني زاوية ومدرسة من فائض أوقاف الجامع الكبير.  

## المؤسسات الوقفية الخاصة في الجزائر خلال العهد العثماني

### مؤسسة أوقاف بيت المال
شكلت مؤسسة بيت المال أحد التقاليد العريقة للإدارة الإسلامية للجزائر والتي تدعمت في العهد العثماني، حيث كانت تشرف على الأحباس وتتولى إعانة أبناء السبيل واليتامى والفقراء، وتتصرف في الغنائم التي تعود للدولة كما تهتم بشؤون الخراج وتحرص على شراء العتاد.
كما كانت أيضا تهتم بإقامة المرافق العامة من طرق وجسور وتشيد أماكن للعبادة من مساجد وزوايا وتقوم بأعمال خيرية وإنسانية كدفن فقراء المسلمين وتوزيع الصدقات وتقديم الهدايا في كل عيد إلى الباشا وحاشيته، كما كانت تدفع شهريا مبالغ مالية معينة إلى خزانة الدولة.

### أوقاف الأولياء والأشراف
حضي أغلب الأولياء بأوقاف خصصت للرعاية والصيانة والإنفاق على أضرحتهم وقد تكاثر عدد الأولياء وتضخمت عائدات أوقافهم لاسيما في مطلع القرن التاسع عشر ميلادي، حتى أصبحت مدينة الجزائر وحدها تضم أملاكا موقوفة على تسعة عشر وليا.
وكان هذا النمو والتكاثر في أوقاف الأولياء ناتجا عن تشجيع الحكام ورعايتهم بدافع الورع والتقوى والتقرب إلى الله تعالى أو سعيا للحصول على تأييد السكان، وقد إعتمد العثمانيون على سلطة المرابط القائد أو الشيخ ليكون حكمهم للبلاد غير مباشر بل بواسطة أهلها انفسهم، وهذا يعني أن العثمانيين حاولوا خلق إطار للتواصل مع الأهالي عن طريق زعماء القبائل والسلطة الروحية.
وتأتي في مقدمة أوقاف الأولياء أوقاف سيدي عبد الرحمان الثعالبي التي كانت تقدر في أواخر العهد العثماني بالجزائر بـ 82 وقفا مدخولها السنوي 6000 فرنك.

### مؤسسة أوقاف أهل الأندلس
لقد أسس سكان الأندلس الوافدين إلى الجزائر عدة مؤسسات خيرية يهدفون من خلالها إلى التضامن فيما بينهم من جهة وإلى خدمة فقرائهم من جهة أخرى.
وقد خص الكثير منهم جامع الأندلس والزاوية الملحقة به بكثير من الهبات والأوقاف حتى أصبحت هذه الأوقاف توفر دخلا وافرا ومردودا سنويا محترما مما إستوجب إدارة خاصة تتولى إستخلاصه وتوزيع فائضه على المحتاجين من أهل الأندلس، وبعد أن نظمت أوقاف الأندلس أصبح لها وكيل يقوم بشؤونها يعرف بوكيل الأندلس.

### أوقاف الجند والثكنات والمرافق العامة
أوقفت عدة أملاك داخل مدينة الجزائر وخارجها للإنفاق على المعوزين من الجند وصيانة بعض الثكنات والحصون والأبراج، فضلا عن العديد من المرافق العامة كالطرق والعيون وغيرها، إذ كانت كل هذه المرافق تحضى بالعديد من الأوقاف وخصص لكل مصلحة من هذه المرافق العامة وكيل خاص يرعى أوقافها ويتعهد بشؤونها.
إضافة إلى أوقاف المرافق العامة، هناك أوقاف الثكنات التي كان عددها في أواخر العهد العثماني بمدينة الجزائر سبع ثكنات، ويعود أصل هذه الأوقاف إلى الجنود الذين ترقوا في رتبهم العسكرية حيث ارتبطت أهمية العقار الموقوف بأهمية الارتقاء في الرتبة أو المنصب الإداري الذي يجوزه الواقف.